# Antoni Casajuana
Antoni Casajuana Rovira nacido el 11 de mayo de 1928 en Manresa, España ha sido un jugador de balonmano en las modalidades de a once jugadores y a siete, disputando los Campeonatos de España de balonmano a once y la División de Honor.
Ocupando la posición de interior o de medio volante, se encargaba de la tarea de cubrir los espacios que se podían producir en el juego del BM Granollers en los momentos más fulgurantes del juego vallesano.

## Trayectoria
- BM Granollers

## Palmarés clubes
- Balonmano a 11
  - 2 Campeonato de España de balonmano a once: 1955-56 y 1958-59
  - 2 Campeonato de Cataluña de balonmano a once: 1955-56 y 1958-59

- Balonmano a 7
  - 3 Primera División: 1955-56, 1956-57 y 1957-58
  - 3 División de Honor: 1958-59, 1960-61 y 1961-62
  - 1 Copa del Generalísimo: 1957-58